# Yaya DaCosta

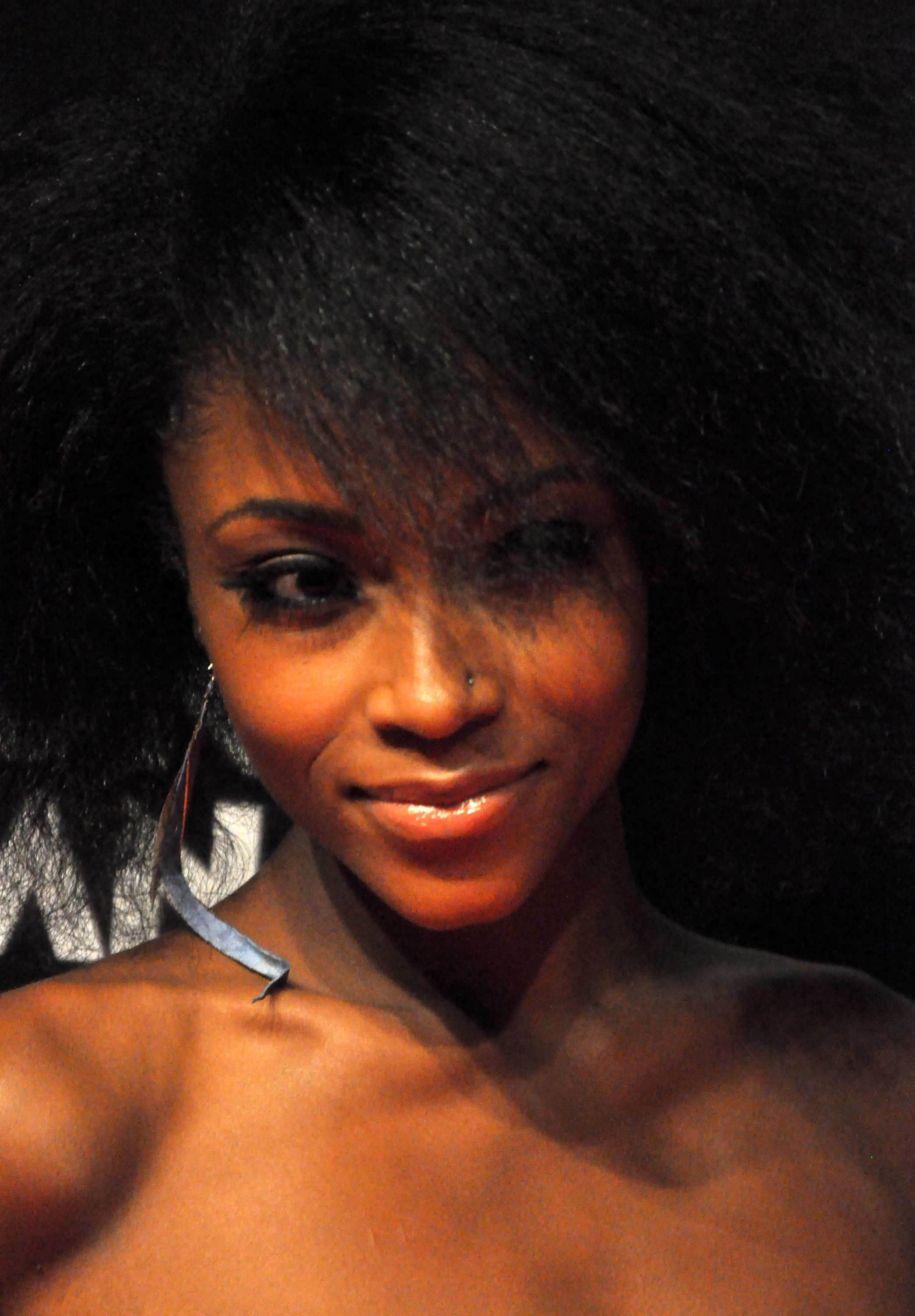
Yaya DaCosta (2010)

Yaya DaCosta, właśc. Camara DaCosta Johnson (ur. 15 listopada 1982 w Nowym Jorku) – amerykańska aktorka i modelka, która wystąpiła m.in. w filmach: Nice Guys. Równi goście, Kamerdyner, Wyścig z czasem, Wszystko w porządku.

## Filmografia

### Filmy
| Rok  | Tytuł                   | Rola              | Uwagi |
| ---- | ----------------------- | ----------------- | ----- |
| 2006 | Wytańczyć marzenia      | LaRhette          |       |
| 2007 | Honeydripper            | China Doll        |       |
| 2009 | W imieniu armii         | Monica Washington |       |
| 2010 | Wszystko w porządku     | Tanya             |       |
| 2010 | Tron: Dziedzictwo       | Siren             |       |
| 2011 | Wyścig z czasem         | Greta             |       |
| 2011 | The Shanghai Hotel      | Kendra            |       |
| 2011 | Whole Lotta Sole        | Sophie            |       |
| 2013 | Mother of George        | Sade              |       |
| 2013 | Kamerdyner              | Carol Hammie      |       |
| 2013 | Big Words               | Annie             |       |
| 2014 | Razem czy osobno?       | Kennedy           |       |
| 2016 | Nice Guys. Równi goście | Tally             |       |
| 2019 | Bolden                  | Nora Bolden       |       |
| 2019 | Peel                    | Sarah             |       |

### Telewizja
| Rok        | Tytuł                              | Rola             | Uwagi            |
| ---------- | ---------------------------------- | ---------------- | ---------------- |
| 2005       | Eve                                | Ms. Jenkins      | 1 odc.           |
| 2008       | Wszystkie moje dzieci              | Cassandra Foster | 44 odc.          |
| 2008       | Dogonić życie                      | Vanessa          | film TV          |
| 2009       | Brzydula Betty                     | Nico Slater      | 7 odc.           |
| 2009       | Prawo i porządek: sekcja specjalna | Audrina          | 1 odc.           |
| 2010       | Szpital Miłosierdzia               | Brooke Sullivan  | 1 odc.           |
| 2010       | Poślubione armii                   | Amber            | 1 odc.           |
| 2011       | Anatomia prawdy                    | Holly Bennett    | 1 odc.           |
| 2011-12    | Dr House                           | Anita            | 2 odc.           |
| 2012       | Dark Horse                         | Amy              | film TV          |
| 2015       | Simpsonowie                        | Kemi             | 1 odc.           |
| 2015       | Whitney                            | Whitney Houston  | film TV          |
| od 2015    | Chicago Fire                       | April Sexton     | rola powracająca |
| od 2015    | Chicago Med                        | April Sexton     | główna rola      |
| 2017, 2019 | Chicago PD                         | April Sexton     | 3 odc.           |
| 2021–2022  | Our Kind of People                 | Angela Vaughn    | główna rola      |